# Archibios (Anhänger Kleopatras)
Archibios war ein im 1. Jahrhundert v. Chr. lebender Anhänger der ägyptischen Königin Kleopatra.
Archibios war ein reicher Alexandriner, der ausschließlich durch eine kurze Notiz des antiken Biographen Plutarch bekannt ist. Laut diesem Autor soll Archibios nach dem Selbstmord Kleopatras im August 30 v. Chr. dem siegreichen Octavian die enorme Summe von 2000 Talenten bezahlt haben, damit dieser die Statuen der Königin unversehrt ließ, während jene des Marcus Antonius umgestürzt wurden.